# Journalist van het Jaar
De Journalist van het Jaar is een juryprijs die wordt uitgereikt door het tijdschrift Villamedia Magazine, voorheen De Journalist. De jury wordt gevormd door de redactieadviesraad en de redactie van Villamedia. De journalisten ontvangen een bronzen beeldje van de Haagse kunstenaar Loek Bos. De uitreiking vindt sinds 2012 plaats in het gemeentehuis van Hilversum.

## Winnaars
Schrijver van de journalistieke bestseller Het zijn net mensen en toenmalig Midden-Oostencorrespondent voor NRC Handelsblad Joris Luyendijk won in 2006.
In 2007 werd Ben Rogmans als hoofdredacteur van gratis kwaliteitsdagblad De Pers tot winnaar uitgeroepen: "Volgens De Journalist is het vooral aan Rogmans te danken dat in De Pers 'optimisme, onaangepastheid en enthousiasme de toon aangeven.' De hoofdredacteur, die zijn journalisten onder meer selecteerde op opgewektheid, wil 'een authentieke krant' maken, zonder hypes en een wirwar van korte berichten."
De winnaar in 2008 was Bram Vermeulen, toenmalig correspondent voor NRC Handelsblad en de NOS in Zuid-Afrika. Het juryrapport: "Bram Vermeulen paart durf aan kwaliteit. Hij doet zijn werk in bijzonder moeilijke omstandigheden en neemt daarbij de nodige risico’s. Dat alles komt de kwaliteit van zijn werk evenwel ten goede. Vermeulen biedt zijn kijkers, luisteraars en lezers waardevolle aanvullende informatie en nieuws. Hij bewijst daarmee de waarde van een buitenlands correspondentschap."
De prijs werd in 2009 gewonnen door Antoinette Hertsenberg, presentator van het tv-programma TROS Radar. De prijs werd uitgereikt door minister Ronald Plasterk (Media). Het juryoordeel: "Onder leiding van Hertsenberg heeft het programma een journalistieke topprestatie geleverd door consequent, zorgvuldig en langdurig de gevolgen in kaart te brengen van de handelswijze van de DSB Bank. Daarbij maakt TROS Radar maximaal gebruik van de hulp van kijkers en bezoekers van de website."
In 2010 werd de prijs uitgereikt aan het duo Robert Chesal van de Wereldomroep en Joep Dohmen van NRC Handelsblad. Ze wonnen hun prijs door hun onthullingen over seksueel misbruik in de Nederlandse katholieke kerk.
Brenno de Winter werd in december 2011 uitgeroepen tot winnaar van de prijs. GeenStijl bracht de scoop een week voor publicatie naar buiten. De Winter berichtte in 2011 veelvuldig in de media over overheidsfalen in de ICT, waaronder: de OV-chipkaart, het verdwijnen van de Tristan-PDF die als bewijs moest dienen bij het onderzoek naar de schietpartij in Alphen aan den Rijn, het organiseren van Lektober en het onderzoek in de certificaataffaire van DigiNotar.
In 2012 werd Hans Jaap Melissen uitgeroepen tot winnaar in het gemeentehuis van Hilversum. Tijdens zijn speech toonde hij foto's van zijn werkbezoeken aan Syrië en vertelde hij aangrijpende verhalen rond ontmoetingen en vriendschappen die hij in de loop van de tijd heeft gehad en opgebouwd.

## Winnaars per jaar
De winnaars per jaar.
- 2006 - Joris Luyendijk
- 2007 - Ben Rogmans
- 2008 - Bram Vermeulen
- 2009 - Antoinette Hertsenberg
- 2010 - Robert Chesal en Joep Dohmen
- 2011 - Brenno de Winter
- 2012 - Hans Jaap Melissen
- 2013 - Rob Wijnberg
- 2014 - Olaf Koens
- 2015 - Bas Haan
- 2016 - Sarah Sylbing en Ester Gould[6]
- 2017 - Eric Smit en Kim van Keken
- 2018 - Jet Schouten en Joop Bouma
- 2019 - Jan Kleinnijenhuis van dagblad Trouw en Pieter Klein van RTL voor hun 'diepgravende en langdurige onderzoek naar de toeslagenaffaire bij de Belastingdienst'.
- 2020 - Geertjan Lassche, voor het bedenken en maken van het BNNVARA-programma Frontberichten.[7]
- 2021 - Maarten Keulemans voor "zijn onvermoeibare verslaggeving van de corona-epidemie voor de Volkskrant"
- 2022 - Tim Hofman voor de onthullingen over misstanden bij The Voice in zijn YouTube-programma BOOS.[8]
- 2023 - Roelof Bosma voor het onderzoek naar pfas-lozingen van de Chemoursfabriek in het grondwater.[9]
- 2024 - Saskia Belleman van De Telegraaf voor haar rechtbankverslaggeving en podcast over vrouwenmoord.[10]